# 四年计划 (古巴)

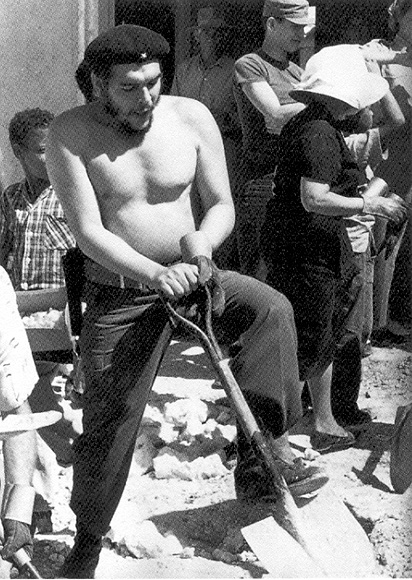
1962年，四年计划的主要设计者切·格瓦拉在工地劳动。

四年计划是1960年代初古巴工业部部长切·格瓦拉制定、并被古巴国家经济计划委员会中的多位官员采纳的一项经济发展规划。该计划原本旨在成为一项典型的苏联式五年计划，但后来被缩短为四年，以便与其他东欧国家的五年计划在同一时期结束。该计划原定于1962年—1965年实施，但在1964年便被提前放弃。
该计划设想古巴可以迅速降低对制糖业的依赖，转而建设多元化的工业经济。根据格瓦拉的观点，通过工业国有化和对工人阶级进行劳动道德热情的教育，古巴可以实现快速工业化。然而，这一计划的实施却导致经济危机。糖是古巴最有利可图的出口产品，而到1962年，糖的出口已急剧下滑。以道德奖励代替物质奖励来激励劳动也没有带来生产率的提高，反而导致劳动者旷工现象的增加。1962年底，这场经济危机在古巴引发关于未来经济规划的激烈辩论。